# Karl Dziatzko

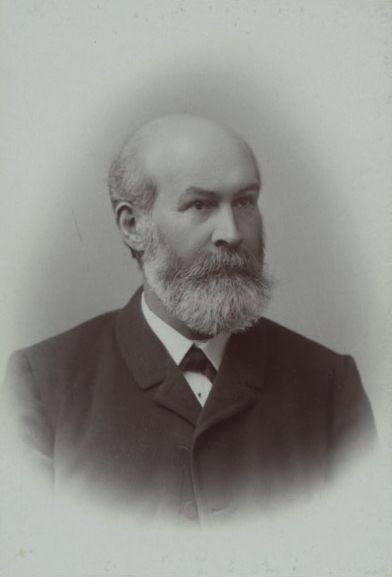
Karl Dziatzko

Karl Dziatzko (Aussprache (IPA) [dʒiˈatsko], * 27. Januar 1842 in Neustadt in Oberschlesien; † 13. Januar 1903 in Göttingen) war ein deutscher Bibliothekar und Klassischer Philologe.

## Leben
Er studierte von 1859 bis 1863 Klassische Philologie in Breslau und Bonn, wo er zugleich Hilfskraft an der Universitätsbibliothek war, die von seinem akademischen Lehrer Friedrich Wilhelm Ritschl geleitet wurde. Nach seiner Promotion 1863 über die Prologe des Plautus und Terenz war Dziatzko zunächst Lehrer an Gymnasien in Oppeln und seit 1865 in Luzern. Ende April 1871 wurde er für kurze Zeit Leiter der Universitätsbibliothek Freiburg und habilitierte sich dort im selben Jahr für Klassische Philologie.
Nach einer kurzzeitigen Rückkehr in den Schuldienst in Karlsruhe wurde er zum 1. Oktober 1872 Direktor der Universitätsbibliothek Breslau, die er umfassend reorganisierte. Die von ihm erstellten Regeln für den neuen alphabetischen Zettelkatalog wurden das Vorbild für die Preußischen Instruktionen.
Vom 1. Oktober 1886 bis zu seinem Tod war Dziatzko Direktor der Universitätsbibliothek Göttingen und erster Inhaber des neu geschaffenen Lehrstuhls für bibliothekarische Hilfswissenschaften an der Universität Göttingen, der insbesondere der Ausbildung für den Höheren Bibliotheksdienst in Preußen diente.

## Wirken
Dziatzko wirkte an zentraler Stelle, auch als Berater des preußischen Bildungsreformators Friedrich Althoff, an der Reform des wissenschaftlichen Bibliothekswesens Ende des 19. Jahrhunderts mit. An der Professionalisierung des bibliothekarischen Berufs hatte er durch die Göttinger Ausbildungsfunktion und die Beteiligung an der Entstehung eines Berufsverbandes (zunächst als Sektion des Philologenverbandes) maßgeblichen Anteil.
Insbesondere geht auf ihn die Erstellung eines Katalogs aller Schriften deutscher Universitäten, hauptsächlich Dissertationen und Habilitations-Schriften, zurück. Der Katalog begann im August 1885, wenngleich Dziatzko seinen Vorschlag erstmals 1873 dem damaligen preußischen Bildungsminister Adalbert Falk vortrug.
Wissenschaftlich betätigte sich Dziatzko auf dem Feld der Gutenberg-Forschung, der Inkunabelkunde und des antiken Buchwesens, außerdem als Herausgeber und Erklärer der Komödien des Terenz.

## Schriften (Auswahl)
Siehe Alfred Schneider: Bibliographie der Veröffentlichungen Karl Dziatzkos. In: Beiträge zur Theorie und Praxis des Buch- und Bibliothekswesens Bd. 8. Halle 1904, S. 1–12.
- De prologis Plautinis et Terentianis quaestiones selectae. Dissertation Bonn 1863.
- Ausgewählte Komödien des P. Terentius Afer: zur Einführung in die Lektüre der altlateinischen Lustspiele. Teubner, Leipzig 1874ff. (viele Neuauflagen)
- P. Terenti Afri Comoediae. Tauchnitz, 2. Auflage Leipzig 1884.
- Die Centralisation der Kataloge deutscher Bibliotheken. In: Centralblatt für Bibliothekswesen, Jg. 1, 1884, Heft 7, S. 261–267 (Digitalisat)
- Zum Schriftentausch der deutschen Universitäten. In: Centralblatt für Bibliothekswesen, Jg. 2, 1885, S. 231–237 (Digitalisat).
- Instruction für die Ordnung der Titel im Alphabetischen Zettelkatalog der Königlichen und Universitäts-Bibliothek zu Breslau. Asher, Berlin 1886.
- Beiträge zur Gutenbergfrage. Asher, Berlin 1889.
- Gutenbergs früheste Druckerpraxis. Asher, Berlin 1890.
- Entwickelung und gegenwärtiger Stand der wissenschaftlichen Bibliotheken Deutschlands mit besonderer Berücksichtigung Preußens. Spirgatis, Leipzig 1893.
- Die internationalen gegenseitigen Beziehungen der Bibliotheken. In: Zentralblatt für Bibliothekswesen, Jg. 10 (1893), S. 457–462 (Digitalisat).
- Untersuchungen über ausgewählte Kapitel des antiken Buchwesens. Teubner, Leipzig 1900.